# 송흥록
송흥록(宋興祿, 1801년 ~ 1863년)은 조선 후기의 판소리 명창이다. 전라북도 남원군 운봉면 비전리에서 태어났다.
음악에 천부적인 재질을 가지고 태어나 소리는 극히 청미하며, 성량이 풍부하였고 부친이 한 두 번 선창을 하면 그대로 방창하였다. 부친 송첨지는 초대 명창 권삼득의 수행고수였다. 12세 때 백운산으로 들어가 소리공부에 전념하고 밤이면 글을 배우며 입산한 지 5년만에 소리를 터득하였다. 또한 소리를 정리하고 집대성하였으며 10년만에 득음대성하였다. 1859년(철종 10년) 봄, 의정부좌찬성 김병기의 부름을 받고 왕 앞에서 여러 차례 소리를 하였다. 이에 철종은 송흥록에게 정삼품인 통정대부의 벼슬을 제수하였다.
근세 8명창 가운데 한 사람이다. 판소리의 중시조 또는 가왕(歌王)으로 꼽히고 있다. 판소리에 우조, 계면조를 체계적으로 다루었고 진양조를 도입하는 등 고도로 예술화시킨 판소리의 중시조(中始祖)라 할 수 있다.
동편제 유파를 확립하였으며, 그의 가문에서는 송광록·송우룡·송만갑 등 쟁쟁한 명창이 잇따라 배출되었다. 그의 매부인 명창 김성옥(金成玉)과 함께 판소리에서 처음으로 진양조(판소리에서 제일 느린 가락)를 개발, 특히 세도가(勢道家)인 김병기의 총애를 받고 '호풍환우(呼風喚雨) 송흥록'이란 별호로 불리었다. 그의 집에서 몇 년간 기거했으나, 1862년(철종 13년) 김병기의 비위에 거슬려 함경도로 추방되었다. 후에 흥선대원군이 그를 찾았으나, 행방을 알 수 없었다.
그의 더늠은 《춘향가》의 〈옥중가〉 중에서 ‘귀곡성’(鬼哭聲)과 단가 〈천봉만학가〉(千峰萬壑歌)이다. 이것은 오늘날 〈고고천변〉(皐皐天邊)으로 고쳐 불리고 있다.

## 일화
어느날 밤, 진주 촉석루에서 〈옥중가〉를 불렀는데, 수천의 청중이 송흥록의 소리에 눈물을 흘렸으며, ‘귀곡성’ 대목에 이르러 갑자기 바람이 일고 수십 개의 촛불이 일시에 꺼지면서 하늘에서 귀신 울음 소리가 들려와 수천 청중의 등골이 오싹하였다고 한다.